# Chi Phoenicis
Chi Phoenicis (χ Phoenicis) é uma estrela na constelação de Phoenix. Possui uma magnitude aparente visual de 5,14, sendo visível a olho nu em boas condições de visualização. Com base em sua paralaxe de 8,5 milissegundos de arco por ano medida pela sonda Gaia, está localizada a aproximadamente 380 anos-luz (117 parsecs) da Terra. Não possui estrelas companheiras conhecidas.
Chi Phoenicis é geralmente classificada como uma estrela gigante de classe K com um tipo espectral de K5III. Uma classificação de K5IV, de subgigante, também já foi proposta. Chi Phoenicis já foi identificada como uma estrela do red clump, o que indica que está na fase evolucionária de fusão de hélio no núcleo. Com base em uma média de três modelos evolucionários diferentes, sua massa foi estimada em 1,44 massas solares e sua idade em 4,8 bilhões de anos. Está irradiando energia de sua fotosfera com 245 vezes a luminosidade solar a uma temperatura efetiva de 3 960 K.
O diâmetro angular de Chi Phoenicis foi determinado por instrumentos de interferometria como o VLTI, e é listado como valor de referência para calibrar outras observações. Após correções do efeito de escurecimento de bordo, o diâmetro angular foi medido em 2,830 ± 0,092 milissegundos de arco. Considerando a distância da estrela, esse valor corresponde a um raio estelar de 35,6 vezes o raio solar.